# Paul Schaarschmidt
Paul Schaarschmidt (* 9. September 1874 in Lengenfeld im Vogtland; † 31. August 1955 in Coburg) war ein deutscher Architekt und Baumeister.

## Leben und Wirken

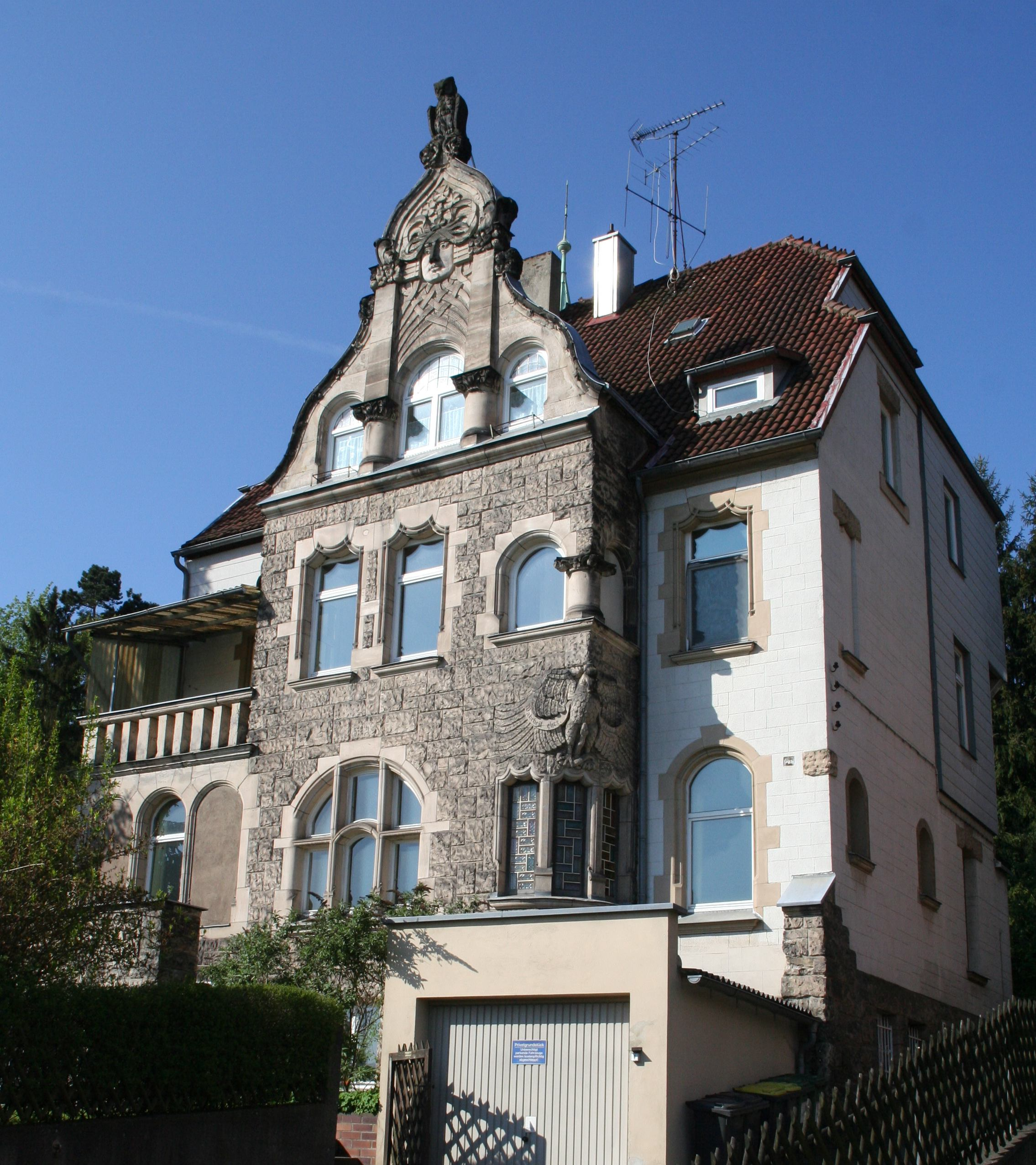
Wohnhaus Adamistraße 6

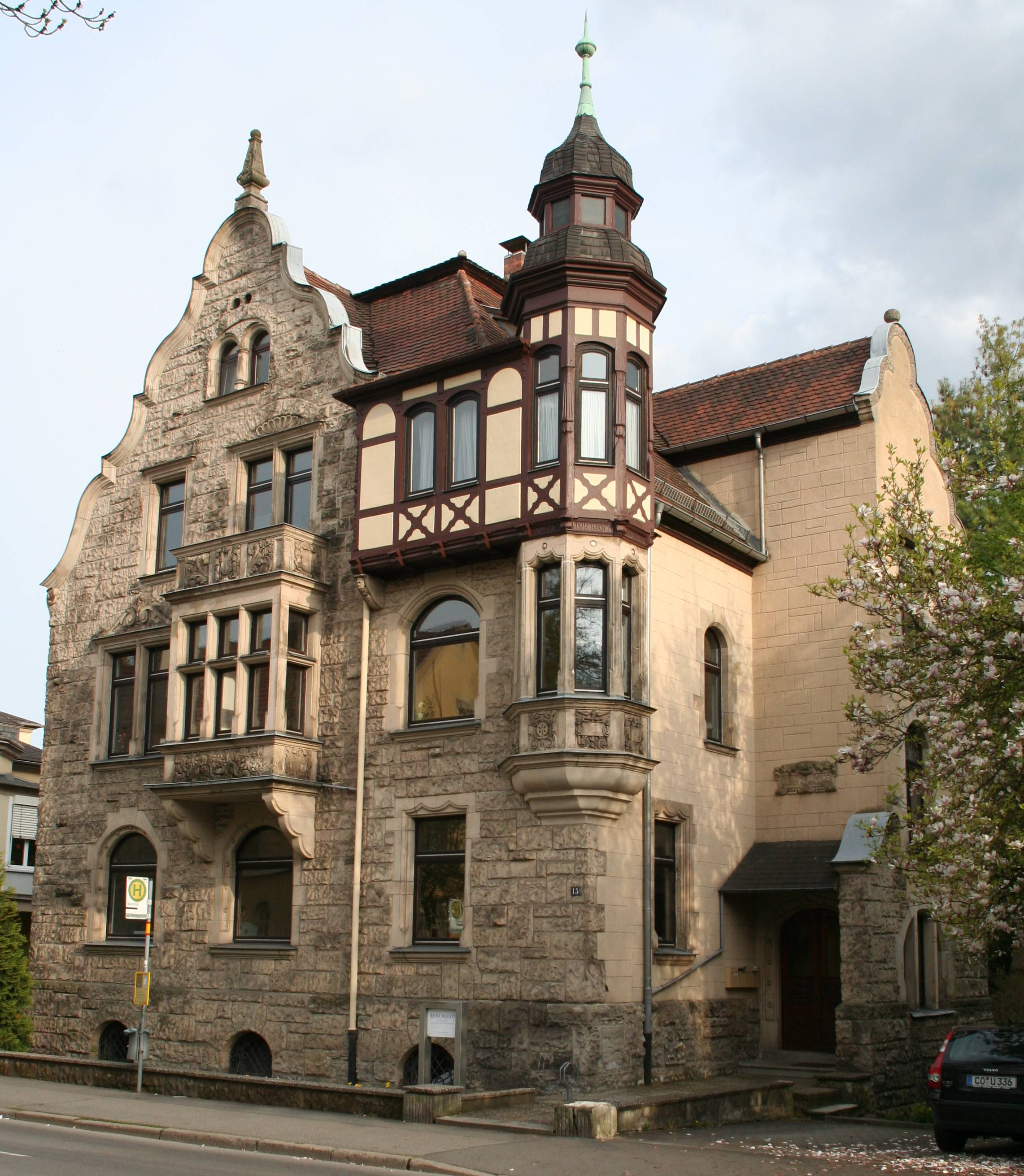
Bahnhofstraße 15

Schaarschmidt besuchte, wie einige Jahre zuvor sein späterer Mitbewerber Carl Otto Leheis, die Baugewerkschule in Plauen. Nach dem Abschluss begann er als Angestellter mit ersten Bauplanungen in Oldenburg, Bremen und Berlin. 1900 folgte der Umzug nach Coburg. Nur einige Monate arbeitete Schaarschmidt im Büro von Carl Otto Leheis, bis er 1901 sein eigenes Baugeschäft gründete. Er arbeitete in der Folgezeit als Architekt und Bauunternehmer, führte aber auch Gebäude nach Entwürfen anderer Architekten aus und war im Tiefbau tätig (z. B. beim Bau der Mohrenbrücke). Mit Carl Bauer, Max Böhme, Carl Otto Leheis und August Berger gehörte Paul Schaarschmidt zu den wichtigsten Vertretern des Jugendstils in Coburg.
Er gründete zusammen mit anderen die Coburger Bauhütte, die der Freimaurerloge Zur Fränkischen Krone angeschlossen war. Aus der Coburger Bauhütte entstand später die Bauinnung. Schaarschmidt wurde Obermeister der Bauinnung Coburg-Stadt, von 1913 bis 1933 sowie 1945 bis 1954, und Ehrenobermeister der Bauhütte und 1925 für die Verdienste um seinen Berufsstand von der Bayerischen Staatsregierung zum Gewerberat ernannt. Am 7. Dezember 1924 wurde Schaarschmidt auf der Liste des Wirtschaftblocks in den Coburger Stadtrat gewählt und war dort im Bausenat und Theaterausschuss tätig. 1948 zog er sich ins Privatleben zurück. Sein Baugeschäft bestand bis 1968 unter der Leitung seines Sohnes Werner als Hoch-, Tief- und Betonbaufirma in der Oberen Leopoldstraße.

## Bauten
Schaarschmidts Bauten prägen bis heute das Coburger Stadtbild und zählen zu den denkmalgeschützten Bauten der Stadt. In Coburg wurden folgende Bauten durch Paul Schaarschmidt beziehungsweise sein Baugeschäft ausgeführt:
nach eigenen Entwürfen
- Adamiberg 1 (Neubau 1902)
- Adamistraße 6b-6d (Neubau 1904)
- Ahorner Straße 6 (Neubau 1905)
- Bahnhofsplatz 2 (Umbau 1905 zum Hotel Reichsgraf)
- Bahnhofstraße 15 (Neubau 1905)
- Festungsstraße 5 (Anbauten 1906/1908)
- Gartenstraße 1 (Neubau 1902)
- Hohe Straße 35 (Neubau 1927)
- Judengasse 54 (Neubau 1903)
- Ketschendorfer Straße 44 (Neubau 1904)
- Mohrenstraße 23 (Aus- und Umbau 1924)
- Obere Klinge 9 (Anbauten 1933)
- Probstgrund 14a (Neubau 1903)
- Rosenauer Straße 27 (Neubau 1914)
- Seifartshofstraße 6 (Neubau 1906)
- Spitalgasse 16 (Ausbau 1914)
- Steinweg 33 (Ausbau 1910)
- Isolierflaschen-Fabrik Friedrich Hanft

nach fremden Entwürfen
- Villa Löwenherz, Alexandrinenstraße 14 (Neubau 1903)
- Ernst-Alexandrinen-Volksbad (Neubau 1907)
- Warenhaus M. Conitzer & Söhne, Spitalgasse 19 (Neubau 1910)
- Bankgebäude des Spar- und Hülfevereins (Neubau 1912)
- Bankgebäude der Vereinsbank (Neubau 1917)
- Mohrenbrücke (Neubau 1927)